# مورلند موتور
مورلند موتور (انگلیسی: Moreland Motor) شرکت خودروسازی آمریکایی است، که در سال ۱۹۲۰ تأسیس شد.